# 1970 en littérature
| Années de la littérature : 1967 - 1968 - 1969 - 1970 - 1971 - 1972 - 1973    |
| Décennies de la littérature : 1940 - 1950 - 1960 - 1970 - 1980 - 1990 - 2000 |

Cet article présente les faits marquants de l'année 1970 en littérature.

## Événements
- Jacques Charrière rejoint Robert Chandeau à la direction de la revue théâtrale française L'Avant-Scène.

## Parutions

### Essais
- Simone de Beauvoir, La Vieillesse.
- Jean Dutourd, L’École des jocrisses, éd. Flammarion.
- Nikita Khrouchtchev (russe, 1894-1971), Rapport secret sur Staline au XXe Congrès du PC soviétique, suivi du Testament de Lénine, éd. Champ libre.
- John Mbiti, African Religion and Philosophy
- Bernardine Melchior Bonnet, Les Girondins
- Jacques Monod (1910-1976), Le Hasard et la Nécessité
- Henry de Montherlant, Le Treizième César, éd. Gallimard.
- Jean Piaget Psychologie et épistémologie.
- Jean-Marie Pelt (1933) : Évolution et sexualité des plantes éd. Horizons de France.
- Jean-Marie Pelt (1933) : Les Drogues, leur histoire, leurs effets, éd. Fayard.
- Alvin Toffler  (américain, 1928), Le Choc du futur (traduit en français en 1974)

#### Littérature
- Vladimir Propp (russe, 1895-1970) (traduit par Marguerite Derrida, Tzvetan Todorov et Claude Kahn), Morphologie du conte (titre original: Morfologija skazki), Éditions du Seuil
- Tzvetan Todorov (franco-bulgare, 1939) : Introduction à la littérature fantastique
- Groupe µ, Rhétorique générale, Paris, Éditions Larousse

#### Autobiographies
1. Henri Charrière (1906-1973), Papillon.
2. Albert Speer,  Au cœur du Troisième Reich (traduit en français en 1972)

### Romans et nouvelles

#### Auteurs francophones
1. Hervé Bazin (1911-1996), Les Bienheureux de La Désolation.
2. Antoine Blondin (1922-1991), Monsieur Jadis ou l'École du soir.
3. Aminata Sow Fall (sénégalaise), Le Revenant.
4. Jean Giono (1895-1970), L'Iris de Suse.
5. Pierre Guyotat, Éden, Éden, Éden, livre érotique.
6. Anne Hébert (québécoise, 1916-2000), Kamouraska.

#### Auteurs traduits
- Ama Ata Aidoo (ghanéenne), No Sweetness Here.
- Yukio Mishima - L’Ange en décomposition, dernier volume de la tétralogie La Mer de la fertilité (1964-1970).
- Erich Segal - Love Story.
- Irwin Shaw - Le Riche et le Pauvre
- Jack Vance (américain, 1916), Le Pnume (science-fiction).
- Roger Zelazny (américain, 1937-1995), Les Neuf Princes d'Ambre (science-fiction).

### Théâtre
1. Eugène Ionesco (franco-roumain, 1909-1994), Jeux de massacre.

### Poésie
- Gaston Miron, L'Homme rapaillé, Montréal, Presses de l'Université de Montréal, 171 p. (1re éd.)
- Plusieurs auteurs sous la direction de Josep Maria Castellet (espagnol, 1926-) - Nueve novísimos poetas españoles.

## Principales naissances
- 19 février : K. R. Meera, auteure indienne.
- 27 novembre : Han Kang, écrivaine sud-coréenne.

Date indéterminée
- Jean-Marc Beausoleil, écrivain québécois
- Joshua Mowll, écrivain britannique.

## Principaux décès
- 1er janvier : Paul Alfred Müller, écrivain allemand de science-fiction, mort à 68 ans.
- 15 mars : Arthur Adamov, écrivain français, 62 ans
- 20 avril : Paul Celan, un poète et traducteur roumain de langue allemande (° 1920)
- 7 juin : Edward Morgan Forster, romancier britannique (° 1879)
- 1er septembre : François Mauriac, écrivain français, 85 ans
- 28 septembre : John Dos Passos, romancier et auteur dramatique américain
- 9 octobre : Jean Giono, écrivain français, 75 ans.
- 7 décembre : Édith Thomas, écrivaine, historienne, archiviste et journaliste française (° 23 janvier 1909)
- 19 décembre : Vittorio Bodini, Vittorio Bodini, poète, critique littéraire et traducteur italien (° 6 janvier 1914)